# Bar Nunn
Bar Nunn – miasto w Stanach Zjednoczonych, w stanie Wyoming, w hrabstwie Natrona.